# 青森県道278号大畑停車場線
青森県道278号大畑停車場線（あおもりけんどう278ごう おおはたていしゃじょうせん）は、青森県むつ市を通る一般県道である。

## 概要
下北交通大畑出張所・大畑駅バス停（旧大畑線大畑駅）から大畑町東町で北西方向に折れ、むつ市大畑町新町で国道279号・青森県道4号むつ恐山公園大畑線交点に至る。

### 路線データ
- 起点 : 大畑停車場[1]
- 終点 : 国道二七九号交点（むつ市大畑町）[1]

## 歴史
- 1961年（昭和36年）2月10日 - 青森県道に認定される[1]

## 地理

### 交差する道路
- 国道279号・青森県道4号むつ恐山公園大畑線（むつ市大畑町、終点）

### 沿線の施設
- 下北交通大畑出張所（旧大畑駅）
- 大畑郵便局
- 青森県信用組合 大畑支店